# Royal Football Club Renaisien
Dernière mise à jour : 26 septembre 2011.
Le Royal Football Club Renaisien est un ancien club de football belge, basé dans la ville de Renaix (Ronse en néerlandais). Le club est fondé en 1908, deux ans après l'autre club de la ville, qui deviendra son rival historique, l'AS Renaisienne. Le club atteint les séries nationales pour la première fois en 1926, et y joue 39 saisons, dont 20 au deuxième niveau national. L'année de son accession aux nationales, il reçoit le matricule 46. En 1969, le club est relégué définitivement vers les séries provinciales, et en 1987, il fusionne avec son rival de l'AS Renaisienne pour former le KSK Renaix, qui conserve le matricule 38 de l'AS. Le matricule 46 du RFC Renaix est dès lors radié des listes de la Fédération.

## Repères historiques
- 1908 : fondation du FOOTBALL CLUB RENAISIEN. Aux origines, ce cercle joue d'abord sur une prairie à la rue de Broecke, non loin de la rue de la Croix. Ensuite, pour la saison 1911-1912, le terrain fut déclassé parce que trop étroit, et le Club joua à la chaussée de Leuze, en face d'un café appelé L'Homme sauvage. Les joueurs portent à l'origine des maillots blancs avec une large bande noire barrant horizontalement la poitrine[1] et ensuite des maillots rayés verticalement de bleu et de jaune.
- 1922 : FOOTBALL CLUB RENAISIEN déménage à la Spinsterstraat (rue des Fileuses) où un stade est érigé dans un domaine appartenant à Henri Lagache. L'endroit devient le "Parc Lagache". Le club opte définitivement pour les couleurs Bleu et Blanc.
- 1923 : 24/04/1923, FOOTBALL CLUB RENAISIEN change son appellation et devient CLUB RENAISIEN.
- 1926 : En vue de la saison 1926-1927, CLUB RENAISIEN accède pour la première fois aux séries nationales. L'aventure des 38 saisons consécutives (41 ans).
- 1926 : décembre, CLUB RENAISIEN se voit attribuer le matricule 46.
- 1933 : 01/06/1933, reconnu "Société Royale", CLUB RENAISIEN (46) adapte son appellation le 20/06/1933 et devient ROYAL FOOTBALL CLUB RENAISIEN (46)
- 1963 : Au début des années 1960, vers 1963, ROYAL FOOTBALL CLUB RENAISIEN (46) adopte une appellation en néerlandais: KONINKLIJKE FOOTBALL CLUB RONSE (46). Les dénominations françaises et néerlandaises sont employés simultanément.
- 1969 : ROYAL FOOTBALL CLUB RENAISIEN - KONINKLIJKE FOOTBALL CLUB RONSE (46) est relégué hors des séries nationales. IL n'y apparaît plus par la suite.
- 1987 : 01/07/1987, ROYAL FOOTBALL CLUB RENAISIEN - KONINKLIJKE FOOTBALL CLUB RONSE (46) fusionne avec ASSOCIATION SPORTIVE SPORTIEVE ASSOCIATIE (ASSA) RONSE (38) pour former KONINKLIJKE SPORTKRING RONSE (38). Le matricule 46 disparaît.

## Histoire
Le Football Club Renaisien est créé en 1908. Les jeunes du Collège Saint-Antoine étaient tenus à l'écart à l'AS Renaisienne. Ainsi, ceux-ci eurent l'idée de fonder une seconde société de football à Renaix. Leurs débuts furent heureux puisque les cinq rencontres de la saison 1908-1909 furent autant de victoires, avec 32 buts marqués et seulement 9 buts encaissés. Pour la saison 1909-1910, des membres de l'AS Renaisienne, fondé trois ans plus tôt, passèrent au Club. Le club s'était installé d'abord sur une prairie à la rue du Broecke (au lieu-dit Ekkergem, à peu près au carrefour du Broecke et de la rue de la Croix) et ensuite en 1911, car le terrain trop étroit n'était pas conforme aux normes officielles, sur un terrain le long de la Chaussée de Leuze, en face du café dénommé L'Homme sauvage. Le premier président est Clément Josson. Aux origines, le club joue avec des maillots blancs avec une large bande noire horizontale sur la poitrine et ensuite dès 1911 avec des maillots rayés verticalement de jaune et de bleu.
Le premier match officiel entre les deux clubs renaisiens a lieu le 8 octobre 1911, et se termine sur le score de 1 but partout.
Le 15 juillet 1915, au sein du Club, est fondé une section temporaire  - pour cause de guerre car Renaix étant englobé dans l'Ettapengebiet, la zone arrière du front, seuls les déplacements locaux étaient permis - de football adoptant les couleurs bleu et jaune en rayures verticales sous la dénomination de Amicitia F.C. Cette section provisoire organisa des tournois et ainsi, les recettes du tournoi de 1916 furent affectées à l'envoi de vivres et vêtements dans les camps de prisonniers renaisiens en Allemagne.   
En 1922, le club déménage vers un nouveau stade construit à la rue des Fileuses (Spinsterstraat), sur un domaine d'Henri Lagache. L'endroit est rapidement baptisé Parc Lagache. À partir de ce moment, le "Club" évolue en Bleu et Blanc.
En 1926, le matricule 46 rejoint les séries nationales, comme fondateur du troisième niveau national, la Promotion, et reçoit le matricule 46. L'année suivante, la Fédération belge décide de dédoubler le deuxième niveau national, et le Club Renaisien est promu en Division 1 grâce à sa deuxième place. Le club joue 19 saisons à ce niveau, obtenant quelques places d'honneur. En 1953, le club est néanmoins relégué en Division 3.
Après six saisons en D3, le club remporte sa série en 1958 et remonte en Division 2. L'aventure ne dure qu'un an, et il est ensuite relégué à nouveau en troisième division. En 1965, il finit dernier de sa série et descend en Promotion, le quatrième niveau national. Deux ans plus tard, il est relégué vers les séries provinciales pour la première fois depuis 1926. Il remonte après un an, mais le club ne rejoue qu'une saison en Promotion. En 1969, il est à nouveau relégué en provinciales, et ne revient plus jamais en nationales.
Le club chute jusqu'à la deuxième provinciale à deux reprises, en 1976 et en 1984. En 1987, les deux clubs renaisiens évoluent dans les séries provinciales. Sous l'impulsion d'Orphale Crucke (Bourgmestre de Renaix), une fusion a lieu entre les deux rivaux ancestraux, pour former le KSK Renaix (KSK Ronse en néerlandais). Ce nouveau club conserve le matricule 38 de l'AS Renaisienne. Le matricule 46 du RFC Renaisien est radié par la Fédération.

## Anciens joueurs
- Pierre Carteus
- Raymond Goethals
- Jacky Stockman

## Résultats sportifs

### Palmarès
- 1 fois champion de Belgique de D3 en 1958

### Bilan
Statistiques clôturées - Club disparu
| Niv | Divisions    | Jouées | Titres | TM Up | TM Down |
| --- | ------------ | ------ | ------ | ----- | ------- |
| I   | 1e nationale | 0      | 0      |       |         |
| II  | 2e nationale | 20     | 0      |       |         |
| III | 3e nationale | 16     | 2      |       |         |
| IV  | 4e nationale | 3      | 0      |       |         |
|     |              |        |        |       |         |
|     | TOTAUX       | 39     | 0      |       |         |

- TM Up= test-match pour départager des égalités, ou toutes formes de Barrages ou de Tour final pour une montée éventuelle.
- TM Down= test-match pour départager des égalités, ou toutes formes de Barrages ou de Tour final pour le maintien.

### Classements saison par saison
| Ordre | Saison  | Nom du club             | Niveau                    | Classement final | Remarques           |
| ----- | ------- | ----------------------- | ------------------------- | ---------------- | ------------------- |
| 1     | 1926-27 | Club Renaisien          | Promotion (D3) série A    | 6e/14            |                     |
| 2     | 1927-28 | Club Renaisien          | Promotion (D3) série A    | 4e/14            |                     |
| 3     | 1928-29 | Club Renaisien          | Promotion (D3) série A    | 8e/14            |                     |
| 4     | 1929-30 | Club Renaisien          | Promotion (D3) série A    | 2e/14            |                     |
| 5     | 1930-31 | Club Renaisien          | Promotion (D3) série A    | 2e/14            | Promu !             |
| 6     | 1931-32 | Club Renaisien          | Division 1 (D2) série A   | 11e/14           |                     |
| 7     | 1932-33 | Club Renaisien          | Division 1 (D2) série A   | 7e/14            |                     |
| 8     | 1933-34 | R. FC Renaisien         | Division 1 (D2) série A   | 5e/14            |                     |
| 9     | 1934-35 | R. FC Renaisien         | Division 1 (D2) série A   | 11e/14           |                     |
| 10    | 1935-36 | R. FC Renaisien         | Division 1 (D2) série B   | 3e/14            |                     |
| 11    | 1936-37 | R. FC Renaisien         | Division 1 (D2) série B   | 5e/14            |                     |
| 12    | 1937-38 | R. FC Renaisien         | Division 1 (D2) série B   | 6e/14            |                     |
| 13    | 1938-39 | R. FC Renaisien         | Division 1 (D2) série A   | 12e/14           |                     |
|       | 1939-40 | Compétitions arrêtées   |                           |                  |                     |
|       | 1940-41 | Compétitions régionales |                           |                  |                     |
| 14    | 1941-42 | R. FC Renaisien         | Division 1 (D2) série B   | 7e/14            |                     |
| 15    | 1942-43 | R.FC Renaisien          | Division 1 (D2) série B   | 9e/14            |                     |
| 16    | 1943-44 | R. FC Renaisien         | Division 1 (D2) série A   | 6e/14            |                     |
|       | 1944-45 | Compétitions arrêtées   |                           |                  |                     |
| 17    | 1945-46 | R. FC Renaisien         | Division 1 (D2) série A   | 4e/17            |                     |
| 18    | 1946-47 | R. FC Renaisien         | Division 1 (D2) série B   | 8e/17            |                     |
| 19    | 1947-48 | R. Club Renaisien       | Division 1 (D2) série A   | 12e/16           |                     |
| 20    | 1948-49 | R. FC Renaisien         | Division 1 (D2) série B   | 8e/16            |                     |
| 21    | 1949-50 | R. FC Renaisien         | Division 1 (D2) série A   | 12e/16           |                     |
| 22    | 1950-51 | R. FC Renaisien         | Division 1 (D2) série B   | 7e/16            |                     |
| 23    | 1951-52 | R. FC Renaisien         | Division 1 (D2) série A   | 4e/16            |                     |
| 24    | 1952-53 | R. FC Renaisien         | Division 2                | 15e/16           | Relégué !           |
| 25    | 1953-54 | R. FC Renaisien         | Division 3 série A        | 12e/16           |                     |
| 26    | 1954-55 | R. FC Renaisien         | Division 3 série B        | 7e/16            |                     |
| 27    | 1955-56 | R. FC Renaisien         | Division 3 série A        | 9e/16            |                     |
| 28    | 1956-57 | R. FC Renaisien         | Division 3 série B        | 6e/16            |                     |
| 29    | 1957-58 | R. FC Renaisien         | Division 3 série A        | Champion         | Promu !             |
| 30    | 1958-59 | R. FC Renaisien         | Division 2                | 15e/16           | Relégué !           |
| 31    | 1959-60 | R. FC Renaisien         | Division 3 série B        | 8e/16            |                     |
| 32    | 1960-61 | R. FC Renaisien         | Division 3 série A        | 3e/16            |                     |
| 33    | 1961-62 | R. FC Renaisien         | Division 3 série A        | 8e/16            |                     |
| 34    | 1962-63 | R. FC Renaisien         | Division 3 série A        | 8e/16            |                     |
| 35    | 1963-64 | R. FC Renaisien         | Division 3 série B        | 11e/16           |                     |
| 36    | 1964-65 | R. FC Renaisien         | Division 3 série A        | 16e/16           | Relégué !           |
| 37    | 1965-66 | R. FC Renaisien         | Promotion série D         | 12e/16           |                     |
| 38    | 1966-67 | R. FC Renaisien         | Promotion série B         | 14e/16           | Relégué !           |
|       |         |                         |                           |                  | séries provinciales |
| 39    | 1968-69 | R. FC Renaisien         | Promotion série A         | 16e/16           | Relégué !           |
|       |         |                         |                           |                  | séries provinciales |
|       | 1987    | Fusion avec ASSA Ronse  | Le matricule 46 disparaît |                  |                     |